# Glândula sudorípara écrina
As glândulas sudoríparas écrinas (em grego: ek(s)+krinein '(para o) exterior+secreção'; às vezes chamadas de glândulas merócrinas) são as principais glândulas sudoríparas do corpo humano, encontrada em praticamente toda a pele, com maior densidade na palma e planta dos pés, depois na cabeça, mas muito menos no tronco e nas extremidades. Em outros mamíferos, eles são relativamente esparsos, sendo encontrados principalmente em áreas sem pelos, como as almofadas das patas. Eles atingem seu pico de desenvolvimento em humanos, onde podem atingir 200–400/cm² de superfície da pele. Eles produzem uma substância clara e inodora, o suor, que consiste principalmente de água. Estes estão presentes desde o nascimento. Sua parte secretora está presente no fundo da derme.
As glândulas écrinas são compostas por um ducto espiral intraepidérmico, o "acrosiringio"; um ducto dérmico, constituído por uma porção reta e espiralada; e um túbulo secretor, enrolado profundamente na derme ou hipoderme. A glândula écrina se abre através do poro sudoríparo. A porção enrolada é formada por duas camadas concêntricas de células epiteliais colunares ou cúbicas. As células epiteliais são interpostas pelas células mioepiteliais. As células mioepiteliais sustentam as células epiteliais secretoras. O ducto da glândula écrina é formado por duas camadas de células epiteliais cuboides.
As glândulas écrinas são ativas na termorregulação, fornecendo resfriamento a partir da evaporação da água do suor secretado pelas glândulas na superfície do corpo e sudorese induzida emocionalmente (ansiedade, medo, estresse e dor). O sedimento branco nas secreções écrinas, de outra forma incolores, é causado pela evaporação que aumenta a concentração de sais.
O odor do suor é devido à atividade bacteriana nas secreções das glândulas sudoríparas apócrinas, um tipo distintamente diferente de glândula sudorípara encontrada na pele humana.
As glândulas écrinas são as únicas glândulas sudoríparas inervadas pelo sistema nervoso parassimpático, principalmente por fibras colinérgicas cuja descarga é alterada principalmente por mudanças na temperatura corporal profunda (temperatura central), mas também por fibras adrenérgicas do sistema nervoso simpático. As glândulas nas palmas das mãos e plantas dos pés não respondem à temperatura, mas secretam em momentos de estresse emocional.

## Secreção
A secreção das glândulas écrinas é uma solução eletrolítica estéril e diluída com componentes primários de bicarbonato, potássio e cloreto de sódio (NaCl), e outros componentes menores, como glicose, piruvato, lactato, citocinas, imunoglobulinas, peptídeos antimicrobianos (por exemplo, dermicidina) e muitos outros.
Em relação ao plasma e ao líquido extracelular, a concentração de íons Na+ é muito menor no suor (~40 mM no suor versus ~150 mM no plasma e no líquido extracelular). Inicialmente, dentro das glândulas écrinas, o suor apresenta alta concentração de íons Na+. Os íons Na+ são reabsorvidos no tecido através dos canais de sódio epiteliais (CNaE) que estão localizados na membrana apical das células que formam os ductos das glândulas écrinas (ver Fig. 9 e Fig. 10 da referência). Essa recaptação de íons Na+ reduz a perda de Na+ durante o processo de transpiração. Pacientes com síndrome de pseudo-hipoaldosteronismo sistêmico que carregam mutações nos genes da subunidade CNaE têm suor salgado, pois não podem reabsorver o sal no suor. Nesses pacientes, as concentrações de íons Na+ podem aumentar muito (até 180 mmol/L).

Em pessoas que têm hiperidrose, as glândulas sudoríparas (glândulas écrinas em particular) reagem exageradamente aos estímulos e geralmente são hiperativas, produzindo mais suor do que o normal. Da mesma forma, os pacientes com fibrose cística também produzem suor salgado. Mas, nesses casos, o problema está no transportador de cloreto CFTR que também está localizado na membrana apical dos ductos das glândulas écrinas.
A dermicidina é um peptídeo antimicrobiano recentemente isolado produzido pelas glândulas sudoríparas écrinas.